# Seznam dílů seriálu The Lying Game
Toto je seznam dílů seriálu The Lying Game. Americký dramatický seriál The Lying Game vysílala televizní stanice ABC Family premiérově od 15. srpna 2011 do 12. března 2013. Celkem bylo ve dvou řadách odvysíláno 30 dílů.

## Přehled řad
| Řada | Díly | Premiéra v USA | Premiéra v USA  |
| Řada | Díly | První díl      | Poslední díl    |
| ---- | ---- | -------------- | --------------- |
| 1    | 20   | 15. srpna 2011 | 5. března 2012  |
| 2    | 10   | 8. ledna 2013  | 12. března 2013 |

## Seznam dílů

### První řada (2011–2012)
| Č. v seriálu | Č. v řadě | Původní název                      | Režie            | Scénář                                | Premiéra v USA |
| ------------ | --------- | ---------------------------------- | ---------------- | ------------------------------------- | -------------- |
| 1            | 1         | Pilot                              | Mark Piznarski   | Charles Pratt mladší                  | 15. srpna 2011 |
| 2            | 2         | Being Sutton                       | Wendey Stanzler  | Charles Pratt mladší                  | 22. srpna 2011 |
| 3            | 3         | Double Dibs                        | Michael Grossman | Stacy Rukeyser                        | 29. srpna 2011 |
| 4            | 4         | Twinsense and Sensibility          | David Jackson    | Mark Driscoll                         | 5. září 2011   |
| 5            | 5         | Over Exposed                       | Elodie Keene     | Tamar Laddy                           | 12. září 2011  |
| 6            | 6         | Bad Boys Break Hearts              | Fred Gerber      | R. Lee Fleming mladší                 | 19. září 2011  |
| 7            | 7         | Escape from Sutton Island          | John Scott       | Stacy Rukeyser                        | 26. září 2011  |
| 8            | 8         | Never Have I Ever                  | Norman Buckley   | Mark Driscoll                         | 3. října 2011  |
| 9            | 9         | Sex, Lies and Hard Knocks High     | Joe Lazarov      | R. Lee Fleming mladší                 | 10. října 2011 |
| 10           | 10        | East of Emma                       | Ron Lagomarsino  | Charles Pratt mladší                  | 17. října 2011 |
| 11           | 11        | O Twin, Where Are You?             | Fred Gerber      | Charles Pratt mladší                  | 2. ledna 2012  |
| 12           | 12        | When We Dead Awaken                | David Jackson    | Mark Driscoll                         | 9. ledna 2012  |
| 13           | 13        | Pleased to Meet Me                 | Joe Lazarov      | R. Lee Fleming mladší                 | 16. ledna 2012 |
| 14           | 14        | Black and White and Green All Over | Fred Gerber      | Stacy Rukeyser                        | 23. ledna 2012 |
| 15           | 15        | Dead Man Talking                   | Larry Shaw       | Tamar Laddy                           | 30. ledna 2012 |
| 16           | 16        | Reservation for Two                | John Scott       | Melissa Carter                        | 6. února 2012  |
| 17           | 17        | No Country for Young Love          | Michael Grossman | Justin W. Lo                          | 13. února 2012 |
| 18           | 18        | Not Guilty As Charged              | Bobby Roth       | Mark Driscoll                         | 20. února 2012 |
| 19           | 19        | Weekend of Living Dangerously      | Joanna Kerns     | R. Lee Fleming mladší                 | 27. února 2012 |
| 20           | 20        | Unholy Matrimony                   | Fred Gerber      | Charles Pratt mladší a Stacy Rukeyser | 5. března 2012 |

### Druhá řada (2013)
| Č. v seriálu | Č. v řadě | Původní název             | Režie             | Scénář                                | Premiéra v USA  |
| ------------ | --------- | ------------------------- | ----------------- | ------------------------------------- | --------------- |
| 21           | 1         | The Revengers             | Fred Gerber       | Charles Pratt mladší                  | 8. ledna 2013   |
| 22           | 2         | Cheat, Play, Love         | David Jackson     | Stacy Rukeyser                        | 15. ledna 2013  |
| 23           | 3         | Advantage Sutton          | Joanna Kerns      | Curtis Kheel                          | 22. ledna 2013  |
| 24           | 4         | A Kiss Before Lying       | John Scott        | R. Lee Fleming mladší                 | 29. ledna 2013  |
| 25           | 5         | Much Ado About Everything | Bobby Roth        | Céline Geiger                         | 5. února 2013   |
| 26           | 6         | Catch Her in the Lie      | John Scott        | Charles Pratt mladší a Ariana Jackson | 12. února 2013  |
| 27           | 7         | Regrets Only              | Robert J. Metoyer | Stacy Rukeyser a Michael Notarile     | 19. února 2013  |
| 28           | 8         | Bride and Go Seek         | Norman Buckley    | Curtis Kheel                          | 26. února 2013  |
| 29           | 9         | The Grave Truth           | Joe Lazarov       | R. Lee Fleming mladší                 | 5. března 2013  |
| 30           | 10        | To Lie For                | Fred Gerber       | Charles Pratt mladší a Stacy Rukeyser | 12. března 2013 |